# Mercer Island Bridge
Die Mercer Island Bridge ist eine Autobahnbrücke im US-Bundesstaat Washington, welche den Interstate 90 von Seattle über den Lake Washington nach Mercer Island führt. Sie wird von den beiden parallel verlaufenden Schwimmbrücken Lacey V. Murrow Memorial Bridge und Homer M. Hadley Memorial Bridge gebildet.

## Geschichte
Der Lake Washington ist mit einer mittleren Tiefe von 30 m ungeeignet für den Brückenbau mit Pfeilern, weshalb der Ingenieur Homer Hadley zur besseren Erschließung des Sommerkurortes Mercer Island in den 1920er Jahren den Bau einer Schwimmbrücke über den See vorschlug. Das Projekt wurde von Lacey V. Murrow, dem damaligen Vorsitzenden des Straßenbauamtes von Washington gutgeheißen und mit den während der Great Depression zur Verfügung gestellten staatlichen Geldern realisiert. Somit konnte die erste Brücke über den Lake Washington 1940 eröffnet werden. Diese als Lake Washington Floating Bridge bezeichnete Brücke war damals die längste Pontonbrücke der Welt. Ihre Länge wurde erst 1963 durch die einige Kilometer nördlich liegende Evergreen Point Floating Bridge übertroffen. 1967 wurde das Bauwerk in Lacey V. Murrow Memorial Bridge umbenannt. Da die Brücke dem gestiegenen Verkehrsaufkommen nicht mehr genügte, wurde unmittelbar nördlich des bestehenden Bauwerkes die Homer M. Hadley Memorial Bridge gebaut, die 1989 eröffnet wurde. Bei den anschließenden Renovierungsarbeiten an der Lacey V. Murrow Memorial Bridge wurde diese durch ungeeignetes Vorgehen stark beschädigt und versank teilweise im See, so dass sie durch ein neues Bauwerk ersetzt werden musste.